# HD 198174
HD 198174，又名CD-2615282，SAO 189733、HR 7961，是一颗恒星，视星等为5.86，位于銀經19.65，銀緯-36.34，其B1900.0坐标为赤經20h 43m 21.4s，赤緯-26° -36.34′ 1″。